# Maurice Cornforth
Maurice Campbell Cornforth (28 d'octubre de 1909 - 31 de desembre de 1980) va ser un filòsof marxista britànic.

## Biografia
Cornforth va néixer a Willesden, Londres, el 1909, i es va formar a la University College School, on va fer amistat amb Stephen Spender. El 1925 va anar al University College de Londres, on es va graduar el 1929, i després va passar al Trinity College, de Cambridge, on va ser l'únic estudiant d'un curs especialitzat en lògica, impartit per Moore, Braithwaite i Wittgenstein. El 1931, després de graduar-se, Cornforth va rebre una beca de recerca de tres anys al Trinity. L'estiu del mateix any es va incorporar al Partit Comunista, constituint la primera organització del partit a Cambridge; i a la tardor es va casar amb una companya de Cambridge, Kitty Klugmann, germana de James. Des de 1933, Cornforth va treballar a temps complet per al Partit Comunista a Anglaterra Oriental.
Rebutjat pel servei militar per motius mèdics, durant la Segona Guerra Mundial, Cornforth va treballar com a peó agrícola. Va publicar el seu primer treball, Science Versus Idealism, el 1946. El 1950 va ser nomenat director general de Lawrence & Wishart, càrrec que va ocupar fins al 1975, període durant el qual va ser responsable de la publicació de les obres escollides de Marx i Engels.

## Obra filosòfica
Quan Cornforth va començar la seva carrera en filosofia a principis dels anys trenta, va ser seguidor de Ludwig Wittgenstein, escrivint en l'estil de la filosofia analítica. Cornforth després es va convertir en ideòleg del Partit Comunista de Gran Bretanya. Es va oposar vigorosament a les teories estètiques de Christopher Caudwell.
a "In Defense of Philosophy" atacà filosofies empiristes de molts tipus, com les de Rudolf Carnap (anàlisi lingüística) i William James (pragmatisme), per motius "materialistes" que divorcien la ciència i la investigació científica a partir de la recerca d'una comprensió més real de l'existent. En aquest llibre hi ha una combinació del marxisme amb una visió profunda de les interrelacions de les diverses ciències i dels conjunts filosòfics produïts per l'intent empirista de reduir la ciència a la recollida i correlació de dades. Ambdues visions es basen en la teoria de la primacia del treball físic i de les eines (per tant, el "materialisme") en el desenvolupament de trets específicament humans com el llenguatge, el pensament abstracte i l'organització social, i el paper essencial del món extern en el desenvolupament cada cop més complex de formes de vida.
El llibre de Cornforth Dialectical Materialism va ser publicat originalment el 1953. La primera edició nord-americana d'aquest treball va ser impresa el 1971. El text es va originar en conferències que Cornforth va fer amb el suport del comitè del districte de Londres del Partit Comunista de la Gran Bretanya el 1950.
El primer volum, El materialisme i el mètode dialèctic, proporciona una bona introducció a diversos principis sociològics importants: idealisme, metafísica, materialisme, materialisme mecànic i materialisme dialèctic, a més de la filosofia marxista. El volum 2 d'aquest text es titula Materialisme històric i el volum 3 és Teoria del coneixement.

## Obres
- Food and Farming for Victory, Communist Party Pamphlet (1942)
- Science Versus Idealism: An Examination of "Pure Empiricism" and Modern Logic (1946)
- Dialectical Materialism and Science (1949)
- In Defense of Philosophy – Against Positivism and Pragmatism (1950)
- Science for Peace and Socialism (c.1950) with J. D. Bernal
- Dialectical Materialism Vol. 1: Materialism & the Dialectical Method, Vol. 2: Historical Materialism, Vol 3: Theory of Knowledge, and later editions
- Readers' Guide to the Marxist Classics (1952)
- Rumanian Summer: A View of the Rumanian People's Republic (1953) with Jack Lindsay
- Philosophy for Socialists (1959)
- Marxism and the Linguistic Philosophy (1965) ISBN 0853151199
- The Open Philosophy and the Open Society: A Reply to Dr. Karl Popper's Refutations of Marxism (1968) ISBN 0853153841
- Communism and Human Values (1972) ISBN 0717803783
- Rebels and Their Causes: Essays in honour of A. L. Morton (1978) editor ISBN 0853154805
- Communism & Philosophy: Contemporary Dogmas and Revisions of Marxism (1980) ISBN 0853154309